# Dongen
Dongen ( udtale ?) er en kommune og en by i den sydlige provins Noord-Brabant i Nederlandene. Byen har 26.368 (2021) indbyggere.